# Vrbová Lhota
Vrbová Lhota är en ort i Tjeckien.   Den ligger i regionen Mellersta Böhmen, i den centrala delen av landet, 50 km öster om huvudstaden Prag. Vrbová Lhota ligger 188 meter över havet och antalet invånare är 377.
Terrängen runt Vrbová Lhota är platt.Runt Vrbová Lhota är det ganska tätbefolkat, med 96 invånare per kvadratkilometer. Närmaste större samhälle är Kolín, 13,5 km sydost om Vrbová Lhota. Trakten runt Vrbová Lhota består till största delen av jordbruksmark.